# Grallaria rufula
Grallaria rufula là một loài chim trong họ Grallariidae.